# Hugo Darnaut

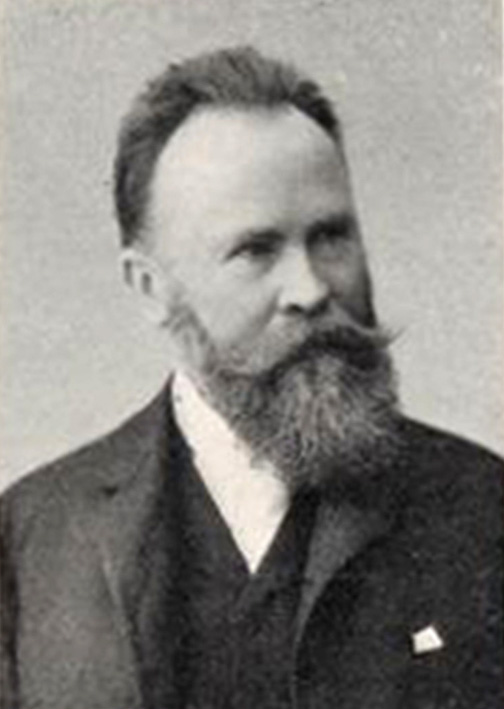
Hugo Darnaut, Kunst-Ausschuss und Delegierter der Internationalen Kunstausstellung im Kunstpalast Düsseldorf, 1904

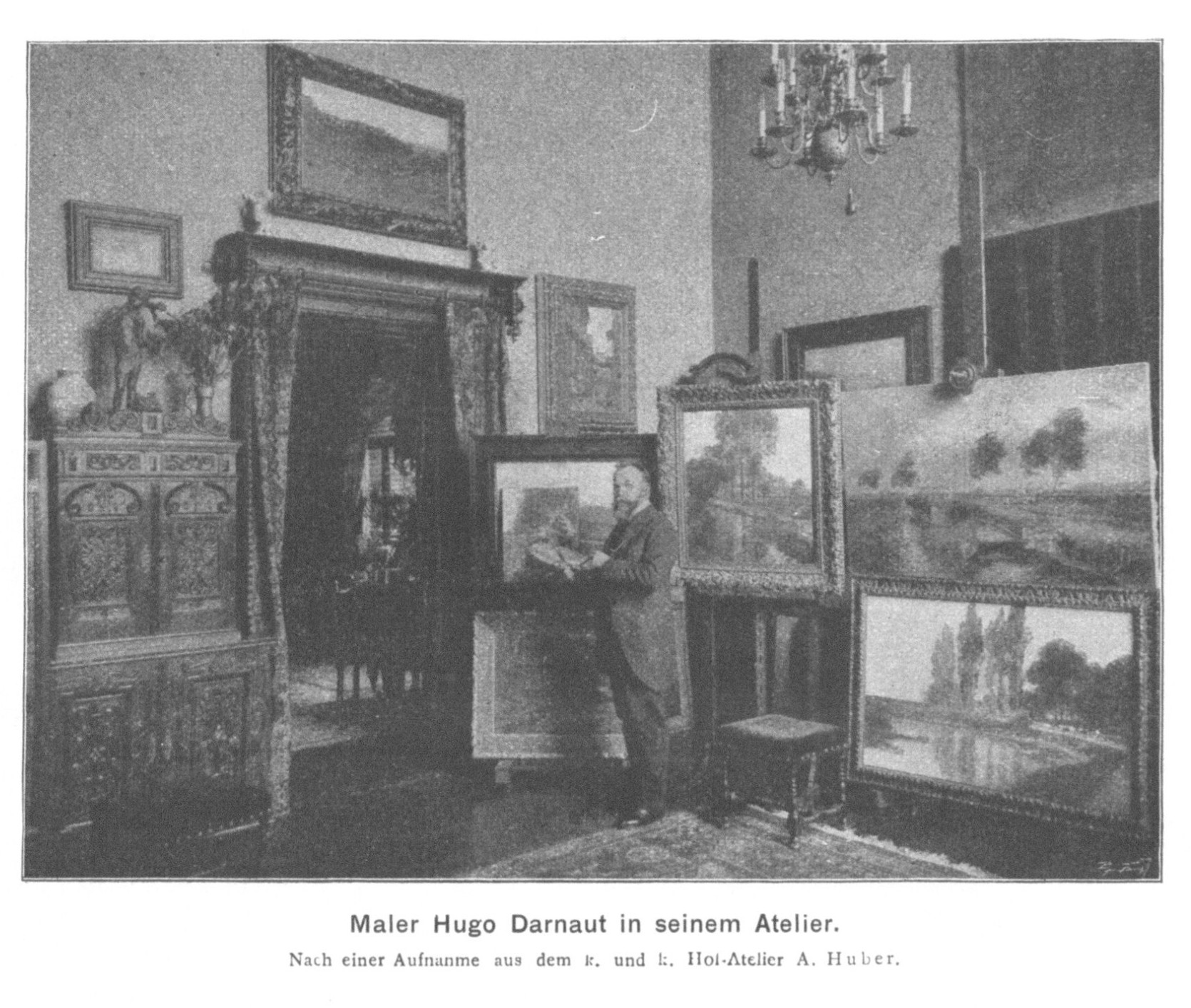
Hugo Darnaut in seinem Atelier (Foto von Anton Huber um 1902)

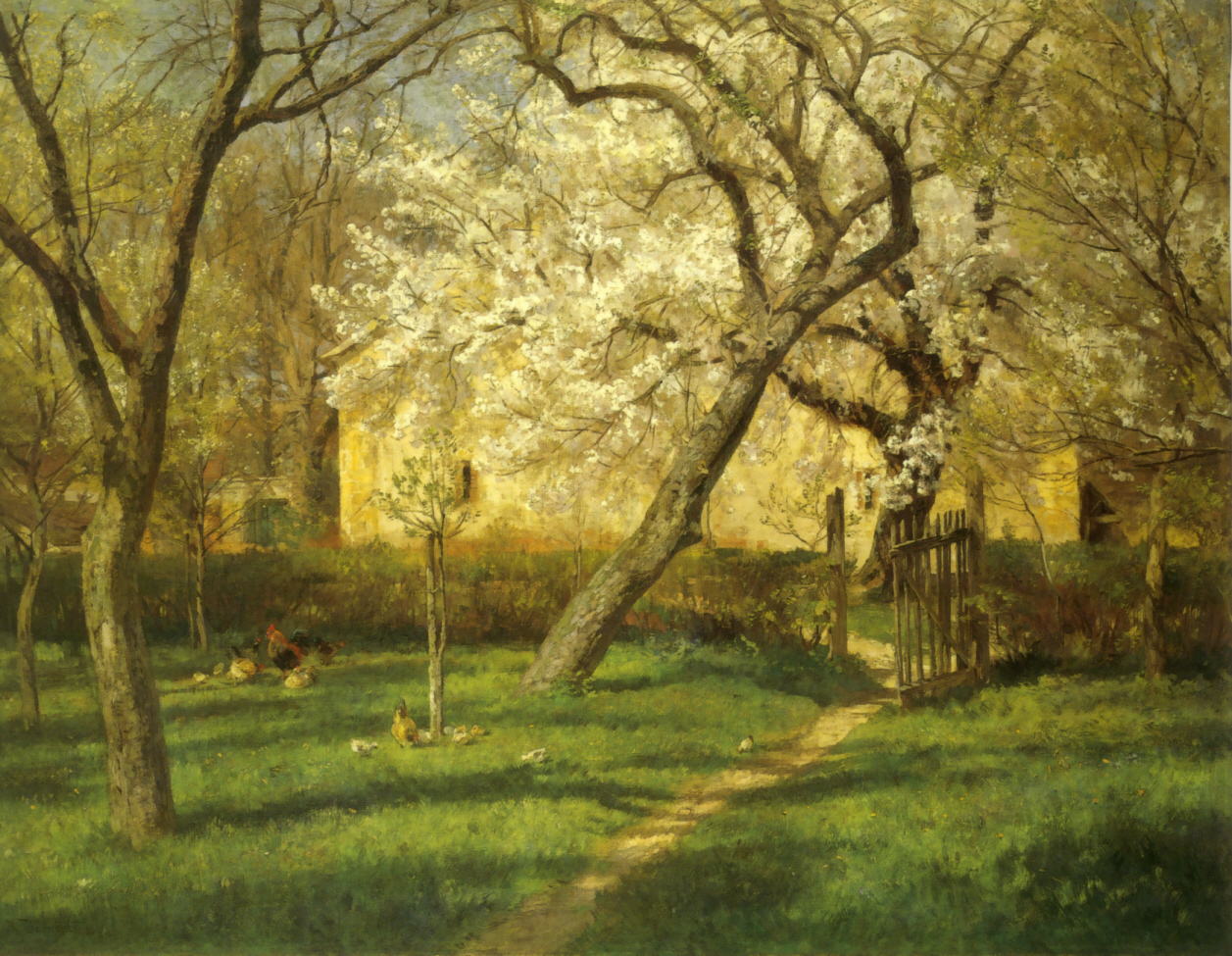
Motiv bei Plankenberg, Privatbesitz

Hugo Darnaut, eigentlich Darnaut-Fix (* 28. November 1850 in Dessau; † 9. Januar 1937 in Wien) war ein österreichischer Landschaftsmaler.

## Leben
Hugo Darnaut war der Sohn des Hofschauspielers Michael Fix, genannt Darnaut. Er verbrachte seine Jugend in Graz und machte dann zunächst eine Lehre als Theatermaler beim Hoftheatermaler Heinrich Burghart in Wien, danach studierte er 1871–1872 an der Wiener Akademie bei Eduard Peithner von Lichtenfels. Durch ein Stipendium kam er nach Düsseldorf, dem damaligen Zentrum der Landschaftsmalerei, wo er bei Andreas Achenbach, Robert Meyerheim und Johannes Wortmann lernte. 1877 wurde Darnaut Mitglied des Künstlerhauses in Wien. In den 1890er Jahren nahm er ein Jahr lang Unterricht bei Gustav Schönleber in Karlsruhe. 
Nach dem Tod von Emil Jakob Schindler mietete Darnaut 1893–1912 Schloss Plankenberg im Wienerwald, wo Schindler lange Jahre seine berühmte Schule für Landschaftsmalerei geführt hatte. Zu seinen zahlreichen Schülern zählten u. a. Therese Schachner und Rosa Mayreder. Er trat besonders als Organisator für Großveranstaltungen hervor, die in Berlin, Paris, Venedig usw. stattfanden. 1900 schuf er gemeinsam mit Erwin Pendl ein Vogelperspektivbild von Wien für die Pariser Weltausstellung. Hugo Darnaut übersiedelte 1912 auf den „Gschwendthof“ bei Maria Anzbach unweit von Plankenberg und setzte hier sein reiches Schaffen fort. In den Jahren von 1913 bis 1918 war er Präsident der Genossenschaft der bildenden Künstler in Wien.

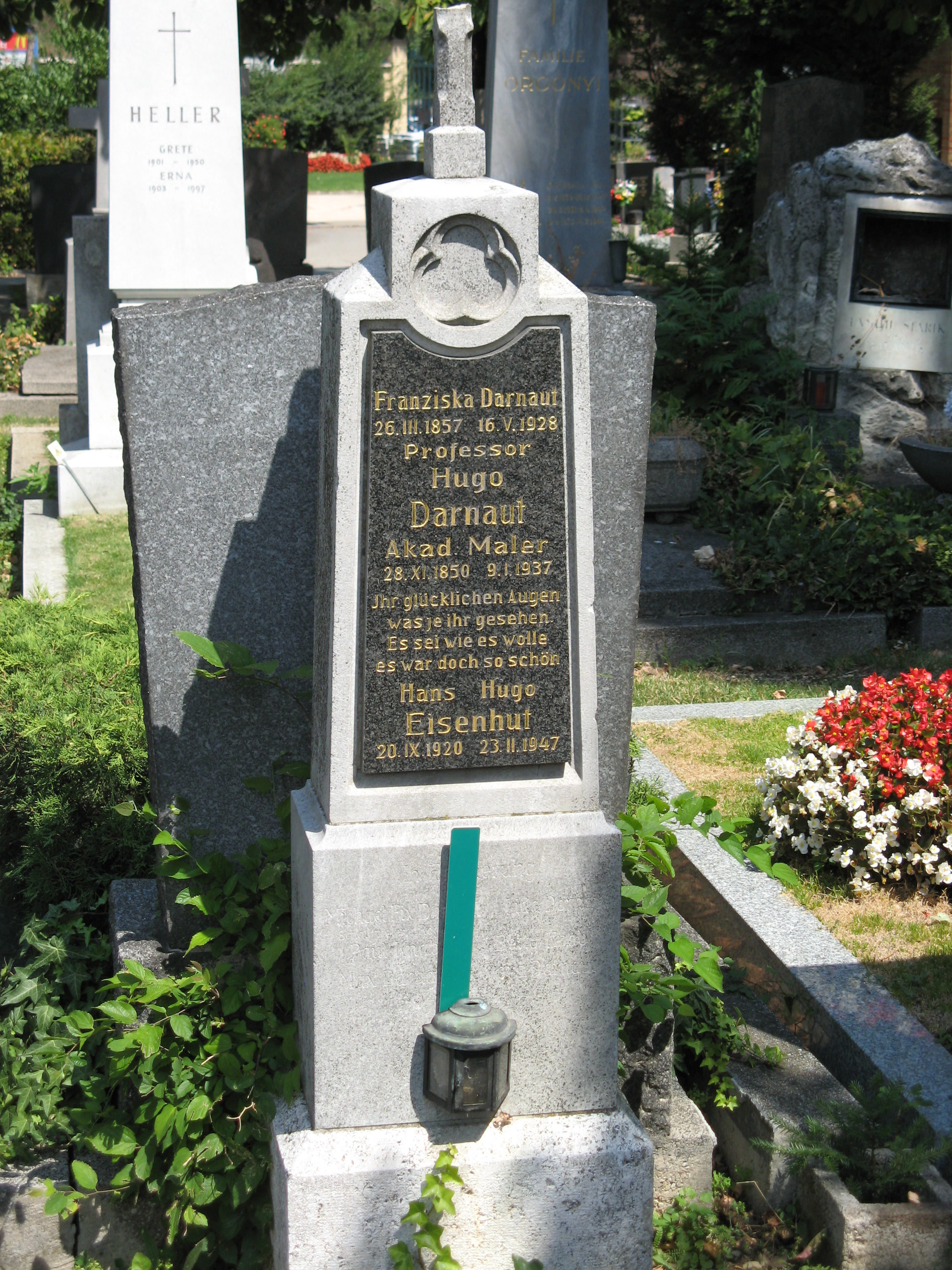
Grab auf dem Evangelischen Friedhof Matzleinsdorf

Hugo Darnaut war Bürger der Stadt Wien (1930), Ehrenbürger der Technischen Hochschule (1925) und des Künstlerhauses in Wien. Nach seinem Tod erhielt er ein Ehrengrab auf dem Evangelischen Friedhof Matzleinsdorf (Gruppe 5, Nr. 67) in Wien-Favoriten. 1955 wurde die Darnautgasse in Wien-Meidling nach ihm benannt.

## Bedeutung
Hugo Darnaut war vor allem Landschaftsmaler, der in der Nachfolge des österreichischen Stimmungsimpressionismus arbeitete. Er neigte zu einer idyllischen Auffassung seiner Motive und erfreute sich zu Lebzeiten beim Publikum großen Erfolges.

## Werke
- In einem Wiener Garten (Wien Museum), 1878, Öl auf Leinwand
- In voller Blüte (Privatbesitz), 1904, Öl auf Leinwand, 88,3 cm × 117 cm
- Kornernte (Privatbesitz), um 1930, Öl auf Karton, 72 cm × 97 cm
- Haus am Weiher (Privatbesitz), 1933, Öl auf Karton, 45,3 cm × 33,9 cm